# 25743 Serrato
25743 Serrato este o planetă minoră (asteroid) din centura de asteroizi. A fost descoperită pe 7 ianuarie 2000 la Stația Anderson Mesa de Lowell Observatory Near-Earth-Object Search. 
Obiectul prezintă o orbită caracterizată de o semiaxă mare de 3,0334688 UAi, o excentricitate de 0,08, o înclinație de 16,09828 ° în raport cu ecliptica.